# Эпимелиды
Эпимелиды, или эпимелиады (греч. Ἐπιμηλίδες, от ἐπι — «на, сверх» и μήλα — «овечье стадо»; лат. Epimeliades), — древнегреческие божества — нимфы лугов и пастбищ, которые покровительствовали овечьим стадам, были их душой и воплощением; кроме того, они были защитницами плодовых деревьев. Эпимелид называли также просто мелидами, или мелиадами (Μηλίδες). В некоторых источниках относительно древнегреческого названия этих нимф говорится, что его значение неясно, поскольку слово μῆλον может обозначать как «домашнюю овцу», так и «яблоко».
В древнегреческой мифологии не было чёткого выделения эпимелид в отдельный класс нимф, к ним относили некоторых океанид (нимф горных потоков) и ореад (горных нимф), дочерей Гелиоса, Гермеса, Силена и Пана, а также, иногда, и таких нимф, как Галатея и Псамафа. Иногда к эпимелидам относят и гесперид.
Древнегреческий поэт Нонн Панополитанский в своей эпической поэме «Деяния Диониса» (примерно V век н. э.), пишет о том, что среди нимф, которые присоединились к войску бога Диониса в его войне с индийцами, были и эпимелиды, «которые жили в горах около пастухов».
В прозаическом сборнике «Метаморфозы» (II или III век н. э.) древнегреческого грамматика Антонина Либерала рассказывается о том, что однажды в стране мессапов (современная Апулия; в Энциклопедическом словаре Брокгауза и Ефрона говорится о Калабрии) странствующая группа нимф-эпимелид показывала пастухам своё умение танцевать. Молодые пастухи заявили, что они танцуют лучше, и это разозлило нимф; юноши же и не подозревали, что они собираются соревноваться с божественными существами. Эпимелиды без труда их победили — и в наказание за дерзость превратили юных пастухов в деревья. Это место с тех пор называется «Нимфы и юноши»; по слухам, здесь до сих пор иногда по ночам можно услышать стоны, доносящиеся из глубины стволов.